# Chêne du Rocher-Canon
Bonsaï du Rocher-Canon
Le chêne du Rocher-Canon est un arbre remarquable de France situé en Seine-et-Marne. Ce chêne sessile est le seul arbre labellisé « remarquable » de la forêt de Fontainebleau. Il est notable par son nanisme provoqué par sa pousse sur un rocher et non directement en pleine terre, ce qui le qualifie de « bonsaï », d'où le fait qu'il est également appelé « bonsaï du Rocher-Canon ».